# ميخائيل بريسكو
ميخائيل بريسكو (بالإنجليزية: Michael Briscoe)‏ (4 يوليو 1983 في المملكة المتحدة - ) هو لاعب كرة قدم بريطاني في مركز الدفاع. لعب مع كوفنتري سيتي وماكليسفيلد تاون ونادي بيرتن ألبيون وHalesowen Town F.C. ‏ وHucknall Town F.C. ‏ وتيلفورد يونايتد ونادي كيدرمينستر هاريرز لكرة القدم ونادي تاموورث ونادي ستوربريدج.

## وصلات خارجية
- ميخائيل بريسكو على موقع قاعدة بيانات كرة القدم.إي يو (الإنجليزية)
- ميخائيل بريسكو على موقع Soccerbase.com (لاعب) (الإنجليزية)